# Hans Jakob Ammann

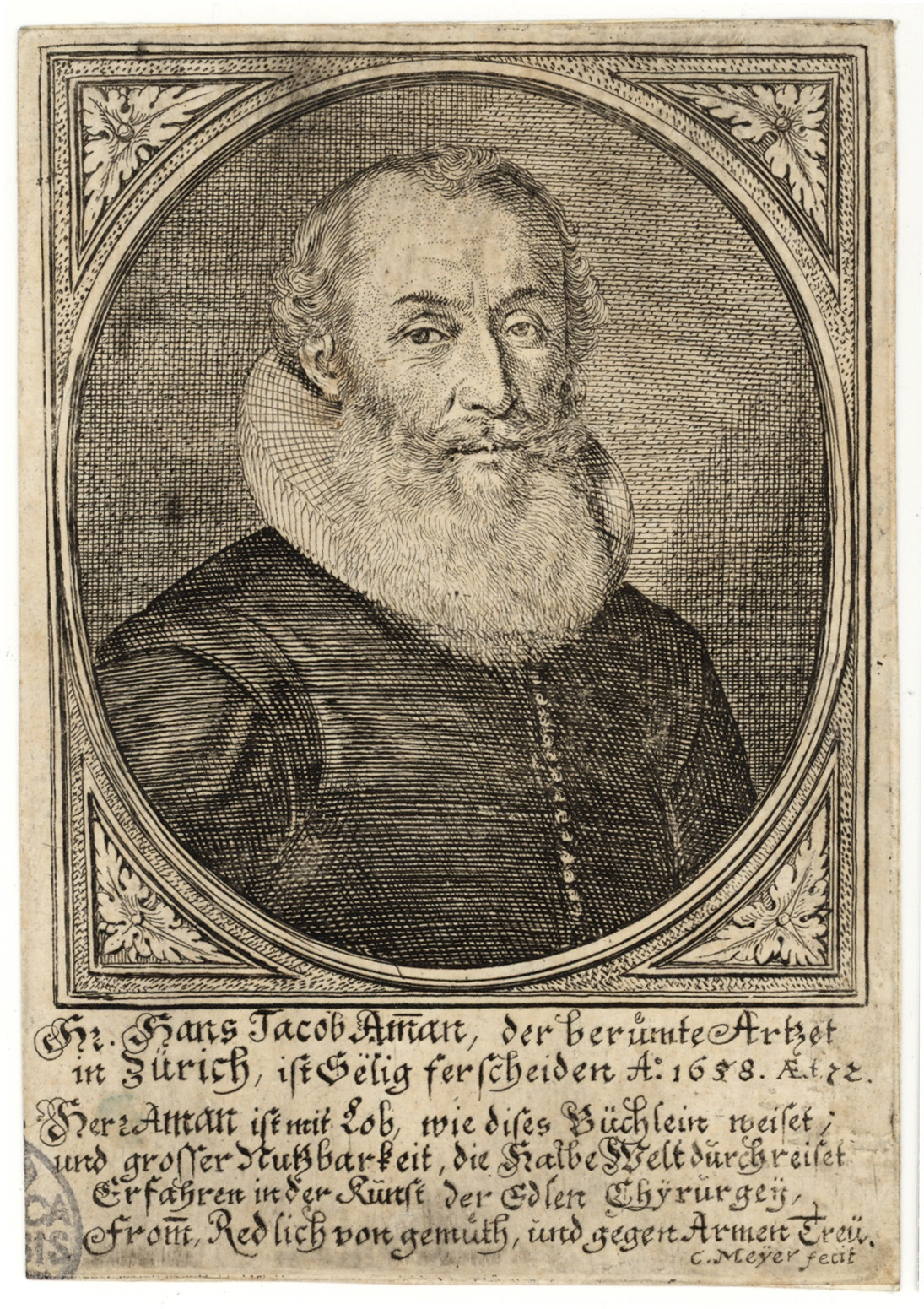
Conrad Meyer (1618–1689): Porträt von Hans Jakob Ammann (1586–1658), Radierung, 17. Jh.,

Hans Jakob Ammann (* 31. Juli 1586 in Thalwil; † 3. September 1658 ebenda) war ein Schweizer Wundarzt, Ägyptenreisender und Reiseschriftsteller.
Ammann wurde von seinem Vater in der Wundarzneikunst eingeführt. Zur Weiterbildung reiste er durch Deutschland, Italien und „andere Lande“. Aufenthalte sind belegt für Straßburg, Rom (1608) und Wien. Als Leibarzt begleitete er im Jahre 1612 den kaiserlich österreichischen Gesandten Andreas Negroni nach Konstantinopel. Ammann setzte die Reise in Begleitung von türkischen Kaufleuten über Anatolien nach Jerusalem und Ägypten fort. Auf seiner Weiterreise entlang der historischen Karawanenstrasse nach Kairo wurde Ammann dann von seinem holländischen Freund Pieter Dircksz Graeff und zwei Italienern begleitet. Auf einem sizilianischen Handelsschiff kehrte Ammann schliesslich von Alexandria aus über Rom in die Heimat zurück. Dort kam er als Chirurg zu Ansehen und erhielt 1614 das Bürgerrecht von Zürich. Ammann war jedoch in religiösen Anschauungen nicht gefügig und geriet in Konflikt mit der geistlichen Obrigkeit. 1634 wurde gegen ihn ein Verfahren wegen Verunglimpfung bedeutender Kirchenmänner eingeleitet, was aber folgenlos blieb.
Ammann war zweimal verheiratet: Die Ehe mit Barbara Huber (gest. 1635) blieb kinderlos, aus der Ehe mit seiner zweiten Frau Barbara Treichler stammen sieben Töchter und drei Söhne. Um 1652 zog sich Ammann nach Thalwil zurück. Dort widmete er sich bis zu seinem Tod dem Weinbau und der Familiengeschichte.

## Werke
Sein Familienstammbaum und sein Bericht von der Fortpflanzung der Wurzelrebe gelten schon seit dem 18. Jh. als verschollen.
Über seine Pilgerfahrt verfasste Ammann das Buch Reiß in das Gelobte Land (erstmals gedruckt 1618). Dieser Reisebericht zeigt ihren Verfasser als unorthodoxen und ungewöhnlich offenen Berichterstatter, der auch über einen guten Blick für architektonische Fragen verfügte und dessen Interesse für alles Medizinische nie erlahmte. Das Werk ist als Itinerar angelegt, unterteilt in drei große Kapitel: 1. Reise bis Konstantinopel, 2. Reise bis Jerusalem, 3. Rückkehr über Ägypten. Nur aus Konstantinopel, Jerusalem und Kairo berichtet er ausführlicher, in den reinen Reisepassagen bleibt er weitgehend formelhaft und ungenau. In der zweiten Fassung 1630 fügt Ammann Stellen hinzu, die zum einen seine christliche Gesinnung herausstellen sollen, zum anderen aber auch die religiöse Toleranz im Osmanischen Reich. Die Ergänzungen sind wahrscheinlich eine Reaktion auf die Konflikte mit der Geistlichkeit in Zürich.

## Quelle
- Titus Tobler: Amman, Hans Jakob. In: Allgemeine Deutsche Biographie (ADB). Band 1, Duncker & Humblot, Leipzig 1875, S. 400.
- Bohländer, Michael: Amman, Hans Jakob (gen. <Thalwyler Schärer>) [Art.], in: Die Deutsche Literatur zwischen 1450 und 1620, Hrsg. von Wilhelm Kühlmann (u. a.), Band 2, S. 556–559, Stuttgart 2001 (=DDL Die Deutsche Literatur, Biographisches und bibliographisches Lexikon, Reihe II)